# Beute (Theaterstück)
Beute (Originaltitel: Loot) ist ein Schauspiel des britischen Dramatikers Joe Orton, welches am 1. Februar 1965 in Cambridge uraufgeführt wurde.

## Handlung
Mrs. McLeavy ist verstorben und liegt im Haus aufgebahrt. Ihr wohlhabender Mann wird von der Krankenschwester Fay, die insgeheim bereits ihre sieben vorhergegangenen Ehemänner umgebracht und auch Mrs. McLeavy auf dem Gewissen hat, zur baldigen Wiederheirat aufgefordert.
McLeavy steht schon kurz davor, ihr einen Antrag zu machen, als der Sohn Hal und dessen Freund Dennis, der im Bestattungsinstitut arbeitet, auftauchen. Die beiden haben eine Bank ausgeraubt und das Geld anschließend im Kleiderschrank versteckt, wo Fay es entdeckt. Im Gegenzug zu einer Beteiligung an der Beute, verschweigt sie McLeavy das Verbrechen und hilft den beiden, ein anderes Versteck für das Geld zu finden. So bringt sie es im Sarg unter, während die Leiche Mrs. McLeavys im Schrank verstaut wird.
Die Beerdigung des mit Geld gefüllten Sarg ist schon im Gange, als der Polizeikommissar Truscott auftaucht der bereits Verdacht geschöpft hat. Er versucht die Daheimgebliebenen, Fay und Hal, mit seinen Fragen in die Enge zu treiben. Zufällig entdeckt er die Leiche im Schrank, doch Fay gelingt es, ihn zu überzeugen, es handle sich um ihre Nähpuppe. Währenddessen wurde der Trauerzug in einen Unfall verwickelt und McLeavy kehrt mit dem beschädigten Sarg zurück.
Nach weiteren Verwicklungen, in deren Verlauf der Sarg noch öfter hin- und hertransportiert wird, entdeckt Truscott schließlich das Geld und identifiziert die Leiche als die Mrs. McLeavys. Doch er entscheidet sich, die Kriminellen nicht zu verhaften, sondern sich ebenfalls an der Beute beteiligen zu lassen. Ihm gelingt es, dem unschuldigen McLeavy die Schuld in die Schuhe zu schieben, sodass dieser als Mitwisser im Gefängnis landet und dort, wie Fay vorschlägt, idealerweise umkommen sollte.

## Absicht
Bei „Beute“ handelt es sich um eine satirische Farce, deren Ziel es ist, die „… Illusionen bürgerlicher Scheinmoral bloßzustellen und die Menschen, insbesondere die Vertreter gesellschaftlicher Institutionen, mit ihrer eigenen Verworfenheit zu konfrontieren…“, erläutert Hubert Zapf in „Knaurs großem Schauspielführer“.
Die verschiedenen Verwicklungen des Stückes, die um vielfachen Transport des Sarges und auch einem wiederholten Umkleiden des Leiche führen, sind Mittel der Farce und der Ironie, um die Sozialkritik zu betonen. Jedoch besteht die Gefahr, dass durch eine übertriebenen Überspitzung gerade diese Kritik überdeckt wird.

## Aufführungen
Die deutsche Erstaufführung fand am 9. März 1966 im Deutschen Schauspielhaus in Hamburg, wie auch Ortons erstes Stück, Seid nett zu Mr. Sloane, statt. Regie führte Hansgünther Heyme.
2009 inszenierten Herbert Fritsch und Tilman Raabke das von René Pollesch neu übersetzte Stück am Theater Oberhausen.
2013 wurde die Inszenierung im Rahmen eines Austauschgastspiels im Garage X Theater Petersplatz wieder aufgeführt.

## Verfilmungen
Das Stück Loot wurde 1969 verfilmt und erschien in Deutschland unter dem Titel „Die größten Gauner weit und breit“. Richard Attenborough spielte Truscott und Lee Remick Fay.

## Kritik
„Der Oscar Wilde der Sozialstaat-Vornehmheit.“